# RPG (グレース・イップのアルバム)
『RPG』は、香港の女性歌手、グレース・イップ（grace名義）の1枚目のオリジナル・アルバム。1999年3月18日にFitto RecordとRojam Entertainmentから発売された。規格品番：FCCS-92079。

## 解説
香港における小室哲哉プロデュースの第1号アーティストであるグレースの1stアルバム。
既発シングル2作品「In Your Arms / What I Hold (Is Your Love)」「蘭桂坊的傾斜度」が収録されている。なお、「What I Hold (Is Your Love)」は本アルバムでは「給我空間」にタイトルが変更されているが、曲自体はまったく同じものである。このほか、アルバムオリジナルの楽曲と、小室が過去にプロデュースした作品の広東語によるカバーが収録されている。
ボーナス・トラックが収録されたCDと、ミュージック・ビデオが収録されたビデオCDが付属している。
日本国内では発売されておらず、輸入盤として流通している。

## 収録曲

### CD
| #         | タイトル                                 | 作詞       | 作曲       | 編曲       | 時間  |
| --------- | ---------------------------------------- | ---------- | ---------- | ---------- | ----- |
| 1.        | 「Wonderful World」                      | 李敏       | 久保こーじ | 松本零士   | 4:44  |
| 2.        | 「RPG」(角色扮演遊戲)                    | 李敏       | 久保こーじ | 藤田宜久   | 5:22  |
| 3.        | 「In Your Arms」                         | 李敏       | 小室哲哉   | 小室哲哉   | 4:51  |
| 4.        | 「DEPARTURES」                           | 周禮茂     | 小室哲哉   | 溝口和彦   | 5:15  |
| 5.        | 「蘭桂芳的傾斜度」                       | 李敏       | 小室哲哉   | 小室哲哉   | 4:35  |
| 6.        | 「Dreaming I was dreaming」(夢樂園)      | 林夕       | 久保こーじ | 藤田宜久   | 4:43  |
| 7.        | 「給我空間」                             | 李敏、MARC | 小室哲哉   | 久保こーじ | 5:38  |
| 8.        | 「Can you celebrate?」                   | 李敏       | 小室哲哉   | 溝口和彦   | 5:42  |
| 9.        | 「Feel Like dance」(只想起)              | 潘偉源     | 小室哲哉   | 藤田宜久   | 5:52  |
| 10.       | 「Heart Beat」(講再見)                   | 李敏       | 久保こーじ | 溝口和彦   | 5:08  |
| 11.       | 「Can't stop falling in love」(一場誤會) | 周禮茂     | 小室哲哉   | 溝口和彦   | 5:23  |
| 合計時間: | 合計時間:                                | 合計時間:  | 合計時間:  | 合計時間:  | 57:14 |

#### ボーナス・トラック
| #         | タイトル               | 作詞      | 作曲             | 編曲      | プロデュース | 時間 |
| --------- | ---------------------- | --------- | ---------------- | --------- | ------------ | ---- |
| 1.        | 「相信愛」             | 張美賢    | グレース・イップ | 羅堅      | 小源正       | 3:28 |
| 2.        | 「相信愛」(Maiden Mix) |           |                  |           |              | 3:27 |
| 合計時間: | 合計時間:              | 合計時間: | 合計時間:        | 合計時間: | 合計時間:    | 6:55 |

### ビデオCD
| #         | タイトル              | 作詞 | 作曲・編曲 | 時間 |
| --------- | --------------------- | ---- | ---------- | ---- |
| 1.        | 「Wonderful World」   |      |            | 4:03 |
| 2.        | 「RPG」(角色扮演遊戲) |      |            | 3:43 |
| 合計時間: | 合計時間:             | 7:46 |            |      |

## 楽曲解説
1. Wonderful World
2. RPG (角色扮演遊戲)
3. In Your Arms
1stシングルの1曲目。
デビュー前の1997年に行われたライブ「TK Presents GROOVE MUSEUM」で本楽曲が披露された。
4. DEPARTURES
globe「DEPARTURES」の広東語カバー。
5. 蘭桂芳的傾斜度
2ndシングル。
6. Dreaming I was dreaming (夢樂園)
安室奈美恵「Dreaming I was dreaming」の広東語カバー。原曲とは異なり、イントロが一部カットされている。
7. 給我空間
1stシングルの2曲目。
ミュージック・ビデオが制作されているが、本作のビデオCDには収録されていない。
天方直実が本楽曲を日本語でカバーし、シングル「With Your Love」として発表している。
8. Can you celebrate?
安室奈美恵「CAN YOU CELEBRATE?」の広東語カバー。原曲とは異なり、イントロがカットされている。
9. Feel Like dance (只想起)
globe「Feel Like dance」の広東語カバー。原曲にあった小室のパートは日本語詞のまま収録されている。
10. Heart Beat (講再見)
11. Can't stop falling in love (一場誤會)
globe「Can't Stop Fallin' in Love」の広東語カバー。原曲にあったマーク・パンサーのパートは日本語詞のまま収録されている。

## クレジット

### 参加ミュージシャン
- 松尾和博 : Guitars
- 住吉中 : Bass (Track #7)
- 河合夕子 : Background Vocals
- 国分友里恵 : Background Vocals
- 斉藤妙子 : Background Vocals
- HIROSHI : Background Vocals
- 藤田宜久 : Background Vocals
- Tam Sik Hay : Background Vocals
- Chan Mei Fung : Background Vocals
- Jackie Chan : Background Vocals
- マーク・パンサー : RAP (Track #7)
- Randy Waldman : Strings Arranged (Track #7)

### スタッフ
- Produced : 小室哲哉
- Vocals Directed : Kelvin Tsang
- Synthesizer Programming : 村上章久, 松本零士, 溝口和彦
- Equipment Technician : 葛西進
- Mixed : Dave Way (Track #3,7)
- Mixed : 若公俊広 (Track #4,9,11)
- Mixed : 松谷秀次 (Track #1,2,5,6,8,10)
- Mastered : 藤田厚生
- Recorded : 若公俊広, 石井達也, 松谷秀次, 小西賢治, 松村茂, Jeffrey Woodruff, Raymond Chu
- Art Direction, Design : HID'S!, 日高聖二
- Creative Director, Photography : 大館貴浩
- Executive Produced : Wu Ke Bo